# William Lindley

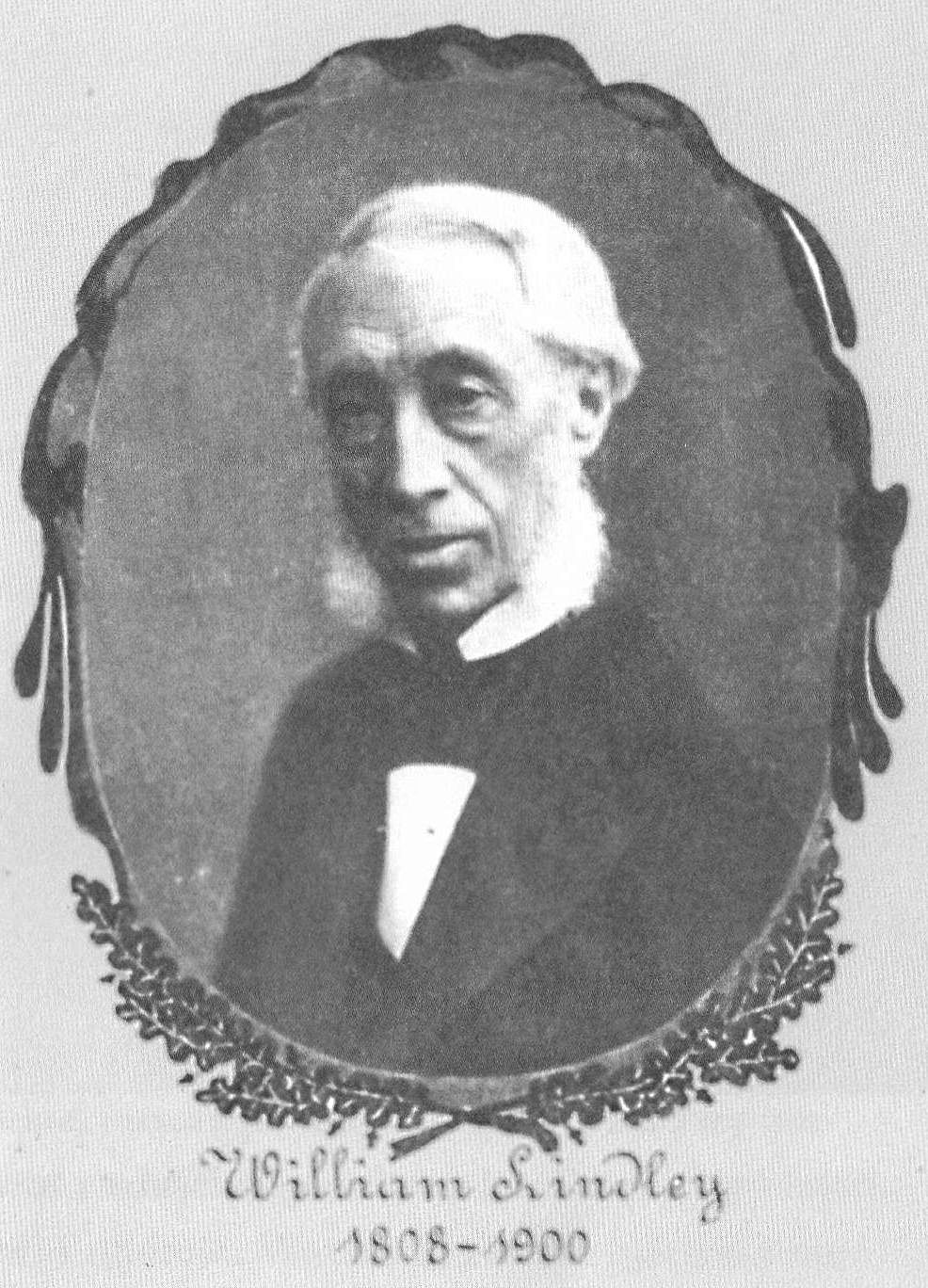
William Lindley

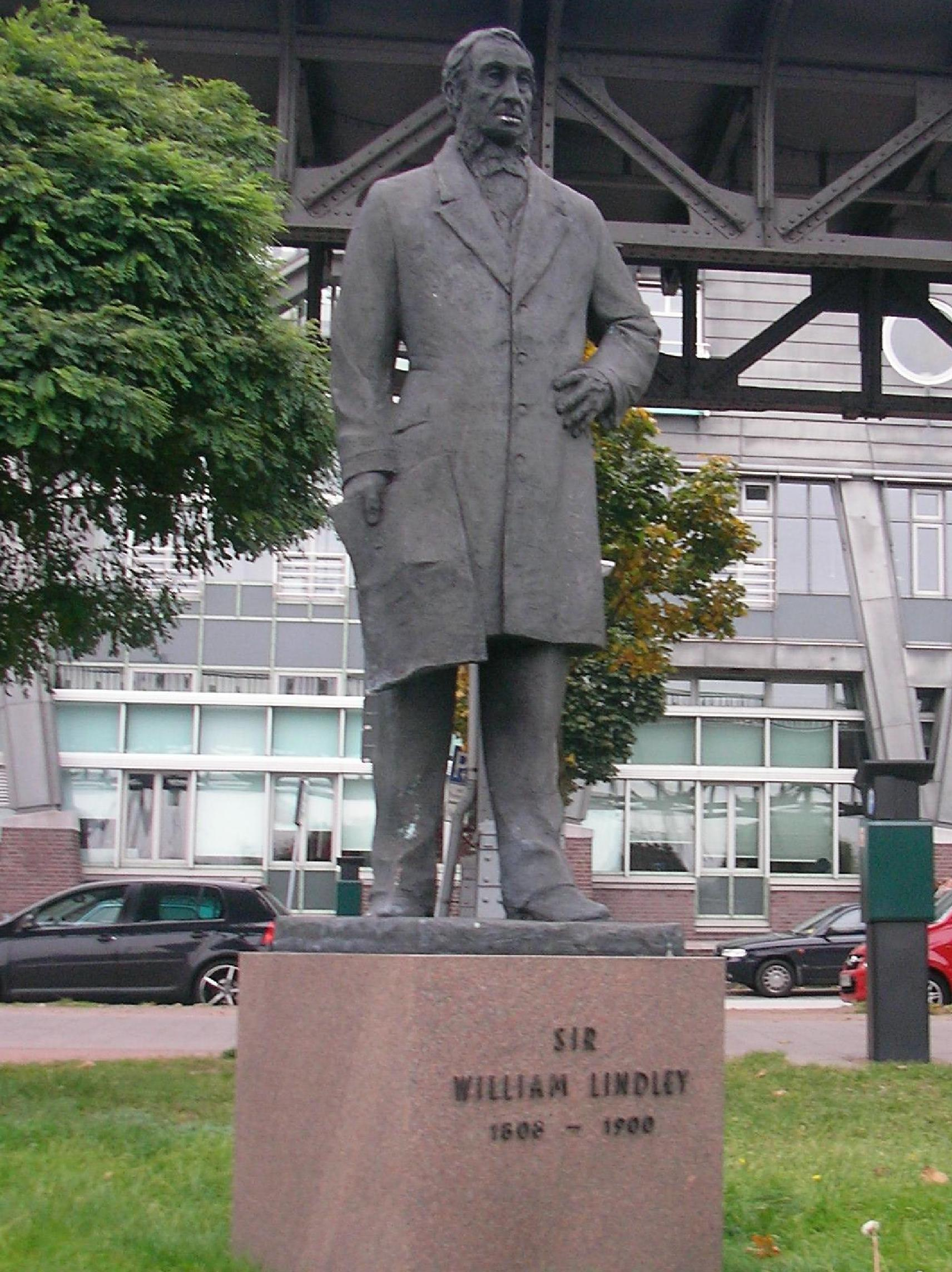
Pomnik Williama Lindleya w Neustadt dzielnicy Hamburga, 2008

William Lindley (ur. 7 września 1808 w Londynie, zm. 22 maja 1900 w Blackheath) – brytyjski inżynier. Projektował i budował razem ze swoimi synami linie kolejowe, sieci kanalizacyjne i wodociągowe dla około 30 miast europejskich, m.in. w Warszawie, Hamburgu, Bazylei i Sankt Petersburgu.

## Życiorys
Jako młody inżynier współpracował z Isambardem Kingdom Brunelem i Francisem Gilesem. W 1833 jako asystent Gilesa przybył do Hamburga, żeby zbudować linię kolejową Hamburg-Bergedorf, której uroczyste otwarcie zostało jednak z powodu wielkiego pożaru w Hamburgu w 1842 odłożone – zamiast ważnych gości pociągi transportowały uciekających przed ogniem mieszkańców. W tym czasie zapotrzebowanie wody głównie pokrywane było z kanałów i Łaby, gdzie jednocześnie były kierowane ścieki. W celu opanowania warunków sanitarnych, Lindley już w czasie pożaru otrzymał kontrakt na budowę wodociągów w Hamburgu; rozległe zniszczenia śródmieścia stwarzały możliwości niepojętej gruntownej odnowy wodociągów i kanalizacji.
Jego projekty, będące pod wpływem angielskiego reformatora socjalnego i działacza sanitarnego Edwina Chadwicka, zawierały pierwsze podziemne kanały ściekowe ery nowożytnej na kontynencie europejskim. W czasie trzech lat zostało zbudowane 11 km kanałów i centralna stacja wodociągów zasilana wodą z Łaby dla dzielnicy Hamburga – Rothenburgsort. Do jego planu należały także publiczne łaźnie dla biedoty, której cielesna nieczystość stworzy wkrótce braki poczucia własnej godności, brutalności i przywar. [...] Można pojedyncze godziny czasu wolnego przeznaczyć do odświeżenia w kąpieli, wówczas w większości przypadków odstręczyć od gospody.
Obok wodociągów budował Lindley także gazownię dla oświetlenia ulicznego i miał duży wpływ na powstającą architekturę po pożarze miasta.
Po odbudowie Hamburga budował Lindley w kolejnych latach systemy zaopatrzenia w wodę w kolejnych miastach niemieckich jak w Kolonii, Stralsundzie, Szczecinie, Lipsku i Düsseldorfie. Sukces projektów Lindleya jest widoczny na przykładzie Frankfurtu nad Menem, w którym wskaźnik śmiertelności z powodu tyfusu spadł w latach od 1868 do 1883 z 80 do 10 na każde 100000 mieszkańców. W 1860 utracił nadzór nad Hamburger Stadtwasserkunst i przeniósł się ze swoją rodziną, w tym z żoną Julią Heerlein i trzema synami: Williamem Heerlein Lindleyem (1853–1917), Robertem Searles Lindleyem (ur. 1854), Josephem Lindleyem (ur. 1859) i córką do Londynu. Stamtąd kontynuował swoją pracę, na którą było zapotrzebowanie w całej Europie, między innymi w Sankt Petersburgu, Budapeszcie i Moskwie.
Kontrakt w Sydney, który mógłby otrzymać w 1876, musiał odrzucić, ponieważ miał już zapewniony kontrakt w Warszawie. Projekty dla Warszawy powstały do 1878, której budowę przekazał swojemu synowi Williamowi Heerleinowi. W latach 1876–1878 William H. Lindley opracował projekt miejskiej sieci kanalizacyjno-wodociągowej dla Warszawy. Projekt zakładał budowę Stacji Pomp Rzecznych przy brzegu Wisły oraz stacji z urządzeniami uzdatniającymi wodę. Projekt został zrealizowany przez dwóch z trzech jego synów. Jego syn, William Heerlein Lindley (ur. w 1853 roku) budował sieć kanalizacyjną Warszawy w latach 1883–1888, a Joseph Lindley (ur. w 1859 roku) od 1888 roku do roku 1904. Uruchomienie wodociągów nastąpiło 3 lipca 1886 roku.
W 1879 Lindley wycofał się z życia zawodowego, przekazał swoje biuro inżynierskie trzem synom i poświęcił się funkcjom społecznym i podróżom aż do swojej śmierci w 1900.
W latach 1930–2015 istniała w Łodzi ulica Williama Lindleya, jako twórcy łódzkiej sieci wodno-kanalizacyjnej, która jednak do I wojny światowej nie została zrealizowana. W rzeczywistości jej projekt był dziełem Williama Heerleina Lindleya (rozpoczęcie budowy w 1924). W lipcu 2015 skorygowano tę nieścisłość, dodając do nazwy ulicy wyraz „Heerleina” i odtąd obiekt ten nosi nazwę: ulica Williama Heerleina Lindleya.